# Oxychilus lineolatus
Oxychilus lineolatus је пуж из реда Stylommatophora. 

## Угроженост
Ова врста се сматра рањивом у погледу угрожености врсте од изумирања.

## Распрострањење
Португал (само Азори) је једино познато природно станиште врсте.

## Станиште
Врста Oxychilus lineolatus има станиште на копну.